# Autorité du bassin de la Volta
L’autorité du bassin de la Volta est une organisation africaine créée par les pays qui ont en partage le bassin de la Volta : Bénin, le Burkina Faso, la Côte d’Ivoire, le Ghana, le Mali et le Togo.

## Historique
Le 19 janvier 2007 à Ouagadougou, en marge du sommet de la Communauté économique des États de l'Afrique de l'Ouest (CEDEAO), les chefs d’État des pays concernés ont procédé à la signature de la convention portant statut du fleuve Volta et création de l’Autorité du bassin de la Volta.
L’organisation est chargée de veiller à la gestion rationnelle et intégrée des ressources du bassin de la Volta, à la sauvegarde de l’environnement et de l’écosystème du fleuve.

## Géographie
Le bassin hydrographique de la Volta, d'une superficie de 400 000 km2 regroupe 20 millions d'utilisateurs.

## Institution
Le siège social est fixé à Ouagadougou au Burkina Faso.
Dona Jean-Claude Houssou, Ministre de l’Énergie, de l’Eau et des Mines du Bénin est le président du conseil des ministres des pays membres de l'ABV.
Roch Marc Christian Kaboré, président du Burkina Faso a été désigné comme président en exercice de la conférence des chefs d’État de l’Autorité.